# Cartoonito (Italia)
Cartoonito è un canale televisivo tematico italiano gratuito, rivolto a un pubblico di bambini in età prescolare e edito dalla società Boing S.p.A.
È visibile sul canale 46 del digitale terrestre e al 41 di Tivùsat e in streaming su Mediaset Infinity.

## Storia
Cartoonito è stato presente inizialmente come contenitore all’interno del canale Mediaset Boing dal 25 luglio 2011, in onda dalle 07:30 alle 08:45. Dal 22 agosto dello stesso anno, alle 6:01 del mattina è un canale autonomo tematico e gratuito, disponibile sul digitale terrestre con un palinsesto rivolto ai bambini in età prescolare con 24 ore di programmazione giornaliera dedicata.
Il 3 luglio 2017 alle 6:00 del mattina Cartoonito rinnova logo e grafiche, sostituendo definitivamente quelle precedenti solo il 4 marzo 2018, in concomitanza al restyling della versione originale britannica.
Dal 30 gennaio 2018, la direttrice del canale (e anche di Boing) è Alice Fedele, per poi essere sostituita da Marcello Dolores, dal 19 maggio 2023.
L’11 luglio 2019 nasce al posto di Pop, Boing Plus, che trasmette nella fascia oraria notturna, la programmazione di Cartoonito differita di un’ora rispetto all’originale, mentre in quella mattutina la stessa cosa per Boing.
La voce ufficiale del canale è la doppiatrice Lorella De Luca dal 2011, sostituita temporaneamente da Patrizia Mottola nel 2017, mentre Gianluca Iacono e Pietro Ubaldi hanno doppiato i promo di vari programmi rivolti ad un pubblico maschile nel 2019-2020.
Il 5 giugno 2022 alle 5:59 del mattina, il canale rinnova logo e grafica, ora uniformi alla versione statunitense e britannica di Cartoonito.
Dal 19 maggio 2023 alle 6:00, passa in alta definizione su tutte le piattaforme.

## Diffusione
Dal 27 agosto 2012 il canale inizia a trasmettere parte della sua programmazione nel formato panoramico 16:9, adottato del tutto dal 9 luglio 2017.
Dal 10 luglio 2015, quasi quattro anni dopo il lancio sul digitale terrestre, Cartoonito diventa disponibile anche via satellite su Tivùsat sulla LCN 29.
Il 14 gennaio 2016, per la riorganizzazione del bouquet Tivùsat, il canale passa alla LCN 41.
Il 28 dicembre 2020 la versione satellitare del canale passa in modalità DVB-S2 e ricevibile quindi solo dai dispositivi abilitati all'alta definizione.
L'8 marzo 2022 la versione digitale terrestre del canale cambia e passa in modalità MPEG-4 e ricevibile quindi solo dai dispositivi abilitati all'alta definizione.
Dal 19 maggio 2023, Cartoonito è visibile esclusivamente in alta definizione su tutte le piattaforme.

## Palinsesto

### Serie attualmente in onda
- Batwheels
- Blaze e le mega macchine
- C'erano una volta... gli oggetti
- Chi ha sfidato Ninna e Matti?
- Daniel Tiger
- Dino Ranch[11]
- Dora
- Friends: Nuovo Capitolo
- Grizzy e i lemming - Pelosi e dispettosi
- Hey Duggee
- I Bigfoot
- Il mondo di Barney
- Il trenino Thomas - Grandi avventure insieme
- La casa delle bambole di Gabby[12]
- PAW Patrol
- Rubble & Crew
- Santiago dei Mari
- Simone[11]
- Talking Tom Heroes: Super Amici
- The Tom & Jerry Show
- Tiny Toons Looniversity
- Tom & Jerry a New York
- Zouk

### Serie non più in onda
- Baby Looney Tunes
- Baby Shark's Big Show!
- Balliamo con Whiskey e Greta
- Bananas in Pyjamas
- Barbie Dreamhouse Adventures
- Barbie Dreamtopia
- Barbie: Siamo in Due
- Barbie: Un tocco di magia
- Bazoops!
- Be Cool, Scooby-Doo!
- Ben 10 (serie animata 2016)
- Bernard l'orso
- Blue's Clues & You!
- Bob aggiustatutto
- BowCat
- Bugs Bunny Costruzioni
- Caillou
- Carotina Super Bip
- Casper - Scuola di paura
- C'era una volta... la Terra
- Corn & Peg
- Cuccioli cerca amici - Nel regno di Pocketville
- Cucciolito Show
- Deer Squad
- Doraemon (serie animata 2005)
- Dora and Friends in città
- Dora l'esploratrice
- Dorothy e le meraviglie di Oz
- Doozers
- Dragons
- Dr. Panda
- Ella tra le stelle
- Enchantimals: le storie di Enchantiland
- Floogals
- Fragolina Dolcecuore
- Franklin and Friends
- Friends - Ragazze in missione
- Giust'in tempo
- Gli Octonauti
- Gli orsetti del cuore - Benvenuti a Tantamore
- Glimmies
- Ha Ha Hairies
- Heidi (serie animata 1974)

- Hello Kitty - Il teatrino delle fiabe
- I favolosi Tiny
- I misteri di Silvestro e Titti
- I Pinguini Di Madagascar
- I Puffi (serie animata 1981)
- Idol × Warrior Miracle Tunes!
- Il mondo di Nina
- Il mondo di Benjamin
- Il trenino Thomas
- Il villaggio di Hello Kitty
- Impariamo l'inglese con Whiskey
- Io l'ho visto io l'ho fatto
- Jelly Jamm
- Kate e Mim-Mim
- Kid-E-Cats - Dolci gattini
- Kody Kapow
- L'ape Maia
- L'apprendista cavaliere
- L'armadio di Chloé
- La casa delle Miracle
- La Civetta & Co
- La foresta dei sogni
- La magica giostra
- La Pantera Rosa & Co.
- Lalaloopsy
- Lazy Town
- Le avventure di Chuck & Friends
- Le avventure di Piggley Winks
- LEGO Friends
- Little People
- Lunar Jim
- MeteoHeroes
- Mico e i FuFunghi
- Mighty Express
- Mike il carlino
- Mike il cavaliere
- My Little Pony - L'amicizia è magica (stagioni 2-10)
- My Little Pony - Pony Life
- Nella, principessa coraggiosa
- New Looney Tunes
- Nouky e i suoi amici
- Num Noms
- Oddbods
- Olly il sottomarino
- Pet Parade
- Pingu in città
- Pippi Calzelunghe
- Pocoyo
- Polly Pocket
- Pound Puppies
- Power Players
- Rainbow Rangers
- Rev & Roll
- Robocar Poli
- Robot Trains
- Rupert Bear
- Ryan e l'ospite misterioso
- Sadie e Gilbert
- Shimmer and Shine
- Siamo fatti così
- Simsalagrimm
- Sissi, la giovane imperatrice
- Squadra Antincendio
- Super 4
- Super Wings
- Taffy
- Talking Tom Shorts
- Talking Tom & Friends
- Tom & Jerry a Singapore
- Tom & Jerry Kids
- Tom & Jerry Tales
- Toot & Puddle
- Top Wing
- Totally Spies! - Che magnifiche spie!
- Transformers: Rescue Bots Academy
- Tree Fu Tom
- Un amore di mostro
- Vera & Il Regno d' arcobaleno
- Vroomiz
- Wacky Races
- Whiskey e i suoi amici
- Yabba-Dabba Dinosaurs
- Yeti racconta
- Yoghi, salsa e merende
- Zou

## Ascolti

### Share mensile di Cartoonito
Dati Auditel relativi al giorno medio mensile sul target individui.
| Anno | Gen   | Feb   | Mar   | Apr   | Mag   | Giu   | Lug   | Ago   | Set   | Ott   | Nov   | Dic   | Media anno |
| ---- | ----- | ----- | ----- | ----- | ----- | ----- | ----- | ----- | ----- | ----- | ----- | ----- | ---------- |
| 2011 | -     | -     | -     | -     | -     | -     | -     | -     | -     | 0,48% | 0,60% | 0,70% | 0,15%      |
| 2012 | 0,61% | 0,68% | 0,67% | 0,62% | 0,61% | 0,66% | 0,74% | 0,72% | 0,79% | 0,70% | 0,76% | 0,75% | 0,69%      |
| 2013 | 0,72% | 0,71% | 0,63% | 0,62% | 0,63% | 0,76% | 0,76% | 0,75% | 0,66% | 0,54% | 0,50% | 0,54% | 0,65%      |
| 2014 | 0,59% | 0,51% | 0,53% | 0,66% | 0,65% | 0,72% | 0,87% | 0,96% | 0,90% | 0,67% | 0,69% | 0,77% | 0,71%      |
| 2015 | 0,69% | 0,68% | 0,55% | 0,57% | 0,55% | 0,65% | 0,75% | 0,72% | 0,81% | 0,83% | 0,73% | 0,76% | 0,69%      |
| 2016 | 0,80% | 0,82% | 0,95% | 0,82% | 0,85% | 0,87% | 0,93% | 0,89% | 0,97% | 0,89% | 0,82% | 0,80% | 0,87%      |
| 2017 | 0,79% | 0,90% | 0,96% | 0,91% | 0,83% | 1,03% | 1,09% | 1,08% | 0,97% | 0,69% | 0,68% | 0,81% | 0,86%      |
| 2018 | 0,80% | 0,75% | 0,72% | 0,61% | 0,62% | 0,69% | 0,79% | 0,82% | 0,73% | 0,64% | 0,62% | 0,64% | 0,70%      |
| 2019 | 0,62% | 0,59% | 0,54% | 0,56% | 0,57% | 0,59% | 0,66% | 0,69% | 0,62% | 0,58% | 0,50% | 0,53% | 0,58%      |
| 2020 | 0,49% | 0,46% | 0,44% | 0,44% | 0,58% | 0,59% | 0,60% | 0,57% | 0,49% | 0,43% | 0,38% | 0,42% | 0,49%      |
| 2021 | 0,40% | 0,43% | 0,41% | 0,38% | 0,41% | 0,40% | 0,43% | 0,48% | 0,42% | 0,39% | 0,41% | 0,44% | 0,41%      |
| 2022 | 0,36% | 0,32% | -     | -     | -     | 0,41% | 0,43% | 0,47% | 0,44% | 0,38% | 0,39% | 0,41% | 0,39%      |
| 2023 | 0,42% | 0,45% | 0,49% | 0,46% | 0,42% | 0,52% | 0,47% | 0,49% | 0,49% | 0,39% | 0,39% | 0,42% | 0,45%      |
| 2024 | 0,47% | 0,49% | 0,51% | 0,46% | 0,42% | 0,53% | 0,52% | 0,51% | 0,48% | 0,42% | 0,43% | 0,44% | 0,47%      |
| 2025 | 0,43% | 0,43% | 0,44% | 0,39% | 0,36% | 0,46% |       |       |       |       |       |       |            |

## Applicazioni

### Cartoonito giochi divertenti
È stata la prima app del canale ed era disponibile nel 2011 solo su App Store, con dei videoclip di alcuni dei programmi Cartoonito, l'orario della programmazione e le ultime notizie di Cartoonito. Erano disponibili anche tre giochi: Quadretto puzzle, Disegno da colorare Banane in pigiama e Scoppia le bolle Jelly Jamm.

### Cartoonito che idea!
Presente su App Store e Google Play dal 2014, è un portale tematico dove ci sono varie idee tra cui: giochi in giardino, in casa, storie, giochi di ruolo, cucina, animazione a 360 gradi, ecc.
L'app è stata chiusa dopo il restyling del logo.

### La mia prima App
È una collana di giochi gratis dedicati ai bambini più piccoli creata a giugno 2017. Al suo interno ci sono:
- Xilofono, che può essere suonato virtualmente.
- Associa colori, consiste nell'imparare i colori con i Cartoonitos.
- Associa forme, dove si imparano le forme geometriche con i Cartoonitos.

### Cartoonito App
Disponibile dal 18 luglio 2019 in tutti gli store, è possibile guardare il canale in streaming, episodi on demand e una serie di rubriche dedicate alla musica, ai film e agli episodi in inglese.

## Cartoonitos
I cartoonitos sono i volti ufficiali di Cartoonito, che introducono di volta in volta le serie in onda. Attualmente sono 4 (in passato 6):
- Nito, una scatola blu presente anche nell’attuale logo. Sostituisce il cubo rosso Cubo.
- Otti, un mutaforma multicolore. Sostituisce il cilindro viola Tubo e la ciambella verde Tondo.
- Lino, un triangolo fucsia. Sostituisce il triangolo blu Angolo.
- Hula, una palla rosa. Sostituisce la pallina gialla Sfera e la stella rosa Stella.

## Merchandising
- Cartoonito Magazine (2015) - Fivestore
- I Peluche di Cartoonito (2016/2017) - Sbabam
- Doki Doki Squishy Cartoonito (2018/2019) - Sbabam
- Doki Doki Softy Friends Cartoonito (2021) - Sbabam
- Cartoonito Squishy Numeri (2022) - Sbabam
- Cartoonito Peluches new edition (2023) - Sbabam

## Loghi

22 agosto 2011 - 3 luglio 2017
3 luglio 2017 - 5 giugno 2022
In uso dal 5 giugno 2022